# Factor de crecimiento transformante beta 3
El factor de crecimiento transformante beta 3 (TGF beta 3) es una proteína que en humanos está codificada por el gen TGFB3.
Es un tipo de proteína, denominado citocina, que está involucrada en la diferenciación celular, embriogénesis y en el desarrollo. Pertenece a una amplia familia de citocinas llamadas superfamilia de factores de crecimiento diferencial beta, la cual incluye a la familia de TGF beta, proteínas morfogénicas óseas (BMPs), factores de crecimiento y diferenciación (GDFs), activinas e inhibinas.
Se considera que TGF-β3, por medio del receptor de TGF-beta 3, regula las moléculas involucradas en la adhesión celular y la formación de la matriz extracelular durante el proceso de desarrollo del paladar. Sin TGF-β3, los mamíferos desarrollan yna deformidad conocida como labio leporino.
La causa es un fallo de la fusión de las células epiteliales de ambos lados del paladar. TGF-β3 juega también un importante papel controlando el desarrollo de los pulmones en mamíferos, regulando también la adhesión celular y formación de la matriz extracelular en este tejido, y controla la cicatrización de las heridas regulando el movimiento de células epidérmicas y de la dermis hacia la piel dañada.

## Interacciones
Se ha visto que TGF beta 3 interacciona con TGF beta 2.

## Investigación clínica
En los ensayos clínicos, el recombinante TGF-β3 (Avotermin, cuyo nombre comercial previsto era Juvista) falló en la fase III tras haber superado con éxito las fases I y II.